# Saheed Mustapha
Saheed Mustapha (* 13. Juli 1994 in Berlin) ist ein deutscher Fußballspieler auf der Position eines Innenverteidigers.

## Karriere
Der deutsche mit nigerianischen Wurzeln war in der Jugend für Tasmania Gropiusstadt aktiv. 2011 wechselte er zum Chemnitzer FC, wo er vorrangig in der A-Jugend-Mannschaft spielte, aber in der Saison 2012/13 auch drei Einsätze für die zweite Mannschaft in der Oberliga Nordost absolvierte. Von 2013 bis 2015 stand er beim FC Rot-Weiß Erfurt unter Vertrag. Dort stand er zumeist im Kader der zweiten Mannschaft. Am 34. Spieltag der Saison 2013/14 absolvierte er seinen ersten Einsatz in der ersten Mannschaft, bei dem er gleich in der Startaufstellung stand, aber einen Platzverweis erhielt. In der Saison 2015/16 spielte er für die TSG Neustrelitz in der Regionalliga Nordost.